# Attenti a quei due (programma televisivo)
Attenti a quei due è un programma televisivo svizzero di genere gioco a premi, condotto da Luca Mora su RSI LA1 dopo il Telegiornale delle ore 20:00. Iniziato nel 2006, è andato in onda fino al 2013 e successivamente dal 2022, alle 20:40 dal lunedì al venerdì su LA1.
In sette stagioni il programma ha superato le 1000 puntate, che vengono registrate negli studi televisivi di Comano la settimana precedente alla diffusione.
Dal 2006 al 2011 la conduzione del programma è stata affidata a Matteo Pelli, che in modo allegro e spensierato ha reso questa trasmissione una pietra miliare della RSI.
Nel 2012 la conduzione è passata a Fabrizio Casati, che con la sua spontaneità ha dato nuova vitalità al programma.
Dal 2022 al 2024 la trasmissione torna in onda a distanza di 9 anni dall'ultima edizione, con Luca Mora alla conduzione del game show.

## Edizioni
| Edizione  | Conduzione | Rete    | Inizio           | Fine           |
| --------- | ---------- | ------- | ---------------- | -------------- |
| 2022-2023 | Luca Mora  | RSI LA1 | 5 settembre 2022 | 30 giugno 2023 |
| 2023-2024 | Luca Mora  | RSI LA1 | 28 agosto 2023   | in corso       |

## Svolgimento
- Presentazione dei 2 concorrenti.
- 3x2[1]: un concorrente dovrà far indovinare una parola attraverso degli indizi agli altri due. Al termine, il concorrente sceglie con chi andare avanti nel gioco;
- La soffiata: un concorrente legge una parola contenuta inizialmente in una scatola chiusa e fornisce degli indizi per fare indovinare questa parola all'altro concorrente;
- Il gatto e la volpe: Il conduttore fa delle domande al concorrente e ogni risposta giusta è un indizio per l'altro concorrente, che a sua volta deve indovinare la parola;
- Il colpaccio: i due concorrenti con il bottino rimasto devono scegliere se indovinare il personaggio misterioso con 3, 4 o 5 indizi.

Se si scelgono 3 indizi il montepremi viene decuplicato, se si scelgono 4 indizi il montepremi viene raddoppiato e infine se si scelgono 5 indizi tutto resta invariato.
Gli indizi (3,4 oppure 5) sono quindi visualizzati sullo schermo, praticamente in simultanea. A questo punto la coppia di concorrenti ha 90 secondi di tempo per pensare e cercare di indovinare il "personaggio misterioso", discutendo ad alta voce tra di loro per coinvolgere anche il pubblico da casa.
Si può vincere fino a 50.000 Fr. (CHF). In realtà la cifra indicata durante la trasmissione è, in caso di vincita, da dividere tra i 2 concorrenti. È pressoché impossibile comunque riuscire ad arrivare al gioco finale con 50.000 Fr. (CHF) perché nel primo gioco ogni indizio aggiuntivo richiesto al compagno di squadra (il primo è gratis) "costa" 100 Fr., inoltre se la parola non viene indovinata si perdono altri 500 Fr. Nel secondo gioco, ad ogni risposta errata si perdono 100 Fr. e questa volta se non si indovina la parola con gli indizi disponibili si perdono ben 1000 Fr. Nonostante questo, il montepremi più alto che sia stato vinto fino ad oggi è di 49'000 Fr; la cifra vinta, se il personaggio è stato indovinato, viene spartita tra i 2 concorrenti.

## Spin-off

### Il torneo di Attenti a quei due
Tra il 2007 e il 2009 sono state realizzate delle puntate speciali, il Torneo di Attenti a quei due, il onda di sabato in prima serata, sempre su RSI LA1.
È un torneo in cui sei squadre a sorpresa, rappresentate da 2 persone, si sfidano per cercare di vincere il montepremi, che è sempre di 50.000 Fr. Il tutto si svolge nel arco di 120 minuti.
Una particolarità di queste puntate speciali è che quando la squadra vincitrice, va al tavolo finale per giocare il "Supercolpaccio" può scegliere se far raddoppiare il bottino con 5 indizi, se farlo triplicare con 4 indizi o se farlo decuplicare con 3 indizi!

## Curiosità
- Fino al 2011 la voce fuori campo è stata di Alessandro Maria D'Errico, per poi diventare di Claudio Moneta.